# Mantela hnědočerná
Mantela hnědočerná (Mantella betsileo) je druh žáby patřící do čeledi mantelovití (Mantellidae) a rodu mantela (Mantella). Rod obsahuje 16 druhů a tradičně je rozdělen na pět skupin, přičemž mantela hnědočerná je řazena do příbuzenství společně s mantelou modronohou (Mantella expectata), druhem Mantella manery a mantelou zelenou (Mantella viridis). Dle studie z roku 2007 jde však o nepřirozený systém; výzkumníci doporučují rozdělení na 3 klady, navíc M. manery je od ostatních druhu fylogeneticky dosti vzdálená.
Mantela hnědočerná se vyskytuje na ostrově Madagaskar, konkrétně v západních, jihozápadních a východních regionech, Obývá přičemž řadu chráněných oblastí, například Národní park Bemaraha. Dovede se přizpůsobit různým životním prostředím, od lesů přes otevřená stanoviště, a to včetně oblastí narušených člověkem. Lze ji najít do nadmořské výšky 925 m n. m. Kvůli toleranci narušených stanovišť i rozsáhlému areálu rozšíření, spojenému s patrně velkou populací, je druh veden Mezinárodním svazem ochrany přírody (IUCN) jako málo dotčený, zároveň je však zapsán na přílohu II Úmluvy o mezinárodním obchodu s ohroženými druhy volně žijících živočichů a rostlin. Nejsou známy téměř žádné hrozby, ačkoli se mezi ně mohou řadit například požáry nebo ojedinělý sběr lidmi.
Mantela hnědočerná dosahuje délky 1,8 až 2,6 cm. Druh se vzhledem podobá mantele Mantella ebenaui, tělo je zbarveno žlutě, hnědě, nebo může mít načervenalý nádech, po boku se táhne černý pruh. Rovněž spodní strana těla je černá, navíc poseta modrými skvrnami. Část duhovky má zlatavou barvu. Druh je aktivní ve dne i v noci, ozývá se dvojitým zakvákáním, jež připomíná kvákání druhu Mantella ebenaui. Samice vajíčka kladou u stojatých vod, ve kterých se po vylíhnutí vyvíjejí mláďata.